# Matko Marušić
Matko Marušić (Split, 4. studenoga 1946.) je hrvatski književnik i profesor na Medicinskom fakultetu.

## Životopis
Rođen je u Splitu, u obitelji doseljenika iz Zagore, iz Radobilje. Djetinjstvo je proveo u starom, težačkom dijelu Splita, Lučcu.
Završio je Medicinski fakultet u Zagrebu, gdje je diplomirao 1970. godine uz Rektorovu nagradu za najboljeg studenta. Od 1971. godine radi kao asistent na Zavodu za fiziologiju Medicinskog fakulteta u Zagrebu, gdje doktorira 1976. godine. Profesor na Medicinskom fakultetu postaje 1980. godine, pisac je mnogobrojnih radova iz područja medicinske znanosti.
Oženjen je suprugom Anom Marušić (također profesorica na Medicinskom fakultetu u Splitu), i ima dvoje djece iz tog, drugog braka: Stjepana Ljudevita i Mariju Franku. Svog najstarijeg sina Berislava ima iz prvog braka. Berislav živi i radi u SAD-u. Matko ima mlađeg brata, Joška Marušića, koji je hrvatski karikaturist, autor animiranih filmova i pisac.
Nakon dugogodišnjeg života i rada u Zagrebu, danas živi u Splitu.

## Književnički rad
Svoje je djetinjstvo opisao u knjizi “Snijeg u Splitu”, koju je posvetio svojem najstarijem sinu Berislavu. Knjiga je od 1987. godine više puta iznova tiskana, te se čita i u sastavu osnovnoškolske lektire.
Svoju drugu književnu knjigu, “Plaču li anđeli?” (1997.) je posvetio svom sinu Stjepanu Ljudevitu. U toj je knjizi opisaivao strahote Domovinskog rata i opisivao ljude koji su se borili protiv zlog i nadmoćnijeg neprijatelja, i pobjedu dobrih ljudi. Pošto je knjige pisao za svoju djecu, napisao je i knjigu “Škola plivanja”, za svoju najmlađu kćer Mariju Franku. U toj knjizi, koja je objavljena 2005. godine, opisuje Marijino odrastanje, pripovjedajući nevino i s roditeljskom ljubavlju.
2006. godine objavljuje knjigu "Medicina iznutra", u kojoj otvoreno govori o raznim aspektima života u liječničkoj struci, uključujući korupciju. Objavljivanjem te knjige izložio se znatnom pritisku dijela pripadnika liječničke struke, koji su okarakterizirali njegovo pisanje o korupciji u zdravstvu kao "uznemiravanje javnosti". U okolnostima zamjeranja dijela kolega iz zagrebačkog medicinskog kruga, napustio je Zagreb i nastavio sa stručnim i znanstvenim radom u Splitu. Stanovitu javnu satisfakciju za neugodne događaje koji su uključivali disciplinske postupke i odlazak iz Croatian Medical Journal-a čiji je bio osnivač, doživio je kada su nakon njegovog odlaska iz Zagreba zaredale afere u kojima je protiv znatnog broja istaknutih liječnika u Zagrebu pokrenut kazneni postupak zbog raznih koruptivnih djela.

## Stručni i znanstveni rad
Kao profesor na Medicinskom fakultetu u Zagrebu izabran je 1982. za prodekana područnih studija medicine u Splitu i Osijeku. Suočavajući se i s protivnicima takvih studija, tijekom godina je ostvario odlučni utjecaj na njihovo održavanje do sredine 1990.-ih godina i, posljedično, osnivanje današnjeg Medicinskog fakultet u Splitu (1997.) i Medicinskog fakulteta u Osijeku (1998.). Osobito je značajna njegova uloga u pokretanju Medicinskog fakulteta u Splitu; 2009. – 2010. je na tom fakultetu obnašao i dužnost dekana. Pružio je značajnu pomoć i kod osnivanja Medicinskog fakulteta Sveučilišta u Mostaru.
U razdoblju 1986. – 1996. vodio je Laboratorij za kliničkolaboratorijsku dijagnostičku imunologiju u KBC Zagreb-Rebro.
1990. godine pokrenuo je Croatian Medical Journal, u čijem uređivanju i vođenju surađuje do 2011. godine.
Objavio je preko 250 znanstvenih radova, od toga više od 190 u međunarodno indeksiranim časopisima. Međunarodno najpriznatiji njegov znanstveni doprinos je u istraživanju prsne žlijezde (timusa), te o imunologiji kod transplantacije koštane srži.

## Društveni rad
Bio je jedan od osnivača i voditelja akcije “Bijeli put za Novu Bilu i Bosnu Srebrenu” za vrijeme Domovinskog rata.
Nakon povratka u Split, postaje prominentnim članom lokalnog HDZ-a, te je na lokalnim izborima 2013. godine nastupio kao zamjenik kandidata za gradonačelnika na listi te stranke.

## Vanjske poveznice
- Hrvatska znanstvena bibliografija: Matko Marušić
- mrežne stranice časopisa Croatian MedicalJournal, prezentacija o bivšim glavnim urednicima
- prezentacija knjige "Medicina iznutra" iz 2006. god.  Arhivirana inačica izvorne stranice od 25. veljače 2014. (Wayback Machine)
- "Ustavni sud: Medicinski fakultet je šikanirao prof. Marušića", Nataša Škaričić za "Slobodna Dalmacija" 01.07.2013.